# ADO in het seizoen 1970/71
Het seizoen 1970/1971 was het 17e jaar in het bestaan van de Haagse betaaldvoetbalclub ADO. De club kwam uit in de Eredivisie en eindigde daarin op de derde plaats. Tevens deed de club mee aan het toernooi om de KNVB beker, hierin werd in de kwartfinale verloren van N.E.C. (0–1). Aan het eind het seizoen fuseerde de club met Holland Sport en ging verder onder de naam FC Den Haag-ADO.

## Wedstrijdstatistieken

### Eredivisie
|       | Ajax  | AZ '67 | DWS   | Excelsior | Feijenoord | Go Ahead | Haarlem | Holland Sport | MVV   | NAC   | N.E.C. | PSV   | Sparta | Telstar | FC Twente '65 | FC Utrecht | Volendam |
| ----- | ----- | ------ | ----- | --------- | ---------- | -------- | ------- | ------------- | ----- | ----- | ------ | ----- | ------ | ------- | ------------- | ---------- | -------- |
| Thuis | 1 – 0 | 3 – 0  | 4 – 0 | 0 – 0     | 2 – 0      | 3 – 0    | 6 – 0   | 0 – 0         | 4 – 0 | 3 – 0 | 3 – 1  | 1 – 1 | 2 – 1  | 1 – 0   | 1 – 1         | 4 – 0      | 2 – 1    |
| Uit   | 3 – 0 | 1 – 1  | 0 – 1 | 1 – 1     | 0 – 0      | 3 – 0    | 1 – 2   | 2 – 3         | 0 – 1 | 0 – 3 | 1 – 2  | 1 – 0 | 4 – 2  | 0 – 2   | 0 – 0         | 3 – 1      | 2 – 3    |

### KNVB beker
| 1e ronde                                                               | De Volewijckers  | 1 – 3 (0 – 2) | ADO                                                       |
| 16 augustus 1970 Plaats: Amsterdam Buiksloterbanne                     | Co Stout 58'     |               | 11' Joop Korevaar 43' Lex Schoenmaker 53' Wietze Couperus |
| 2e ronde                                                               | Go Ahead         | 0 – 1 (0 – 0) | ADO                                                       |
| 8 november 1970 Plaats: Deventer Go Ahead-terrein aan de Vetkampstraat |                  |               | 65' Wietze Couperus                                       |
| 3e ronde                                                               | Haarlem          | 0 – 1 (0 – 0) | ADO                                                       |
| 14 maart 1971 Plaats: Haarlem Jan Gijzenkade                           |                  |               | 51' Lex Schoenmaker                                       |
| Kwartfinale                                                            | N.E.C.           | 1 – 0 (0 – 0) | ADO                                                       |
| 7 april 1971 Plaats: Nijmegen Goffertstadion                           | Theo de Jong 66' |               |                                                           |

## Statistieken ADO 1970/1971

### Eindstand ADO in de Nederlandse Eredivisie 1970 / 1971
| Stand | Gespeeld | Gewonnen | Gelijk | Verloren | Punten | Doelpunten voor | Doelpunten tegen |
| ----- | -------- | -------- | ------ | -------- | ------ | --------------- | ---------------- |
| 3e    | 34       | 21       | 8      | 5        | 50     | 62              | 27               |

### Topscorers
| #      | Naam            | Goal |
| ------ | --------------- | ---- |
| 1.     | Lex Schoenmaker | 16   |
| 2.     | Wietze Couperus | 15   |
| 3.     | Harald Berg     | 9    |
| 3.     | Harry Hestad    | 9    |
| 5.     | Wim Looye       | 5    |
| 6.     | René Pas        | 3    |
| 7.     | Aad Mansveld    | 2    |
| 8.     | Joop Korevaar   | 1    |
| 8.     | Simon van Vliet | 1    |
| 8.     | Piet de Zoete   | 1    |
| Totaal | Totaal          | 62   |

| #      | Naam            | Goal |
| ------ | --------------- | ---- |
| 1.     | Wietze Couperus | 2    |
| 1.     | Lex Schoenmaker | 2    |
| 3.     | Joop Korevaar   | 1    |
| Totaal | Totaal          | 5    |

## Voetnoten
ADO ·
Ajax ·
AZ '67 ·
DWS ·
Excelsior ·
Feijenoord ·
Go Ahead ·
Haarlem ·
Holland Sport ·
MVV ·
NAC ·
N.E.C. ·
PSV ·
Sparta ·
Telstar ·
FC Twente '65 ·
FC Utrecht ·
Volendam